# Кривая Коппока
Кривая Коппока (англ. Coppock curve) — технический индикатор, построенный на анализе сглаженной суммы доходностей инструмента по двум разным интервалам.
Индикатор был разработан Эдвином Седжвиком Коппоком (англ. Edwin Sedgwick Coppock), опубликовавшим свои исследования в октябре 1962 года в журнале Barron's.
Разработки велись по запросу Епископальной церкви, которая была заинтересована в надёжном индикаторе для долгосрочных инвесторов.
Первоначальное название системы — англ. Trendex Model.

## Методика построения
Кривая Коппока является линейно взвешенной скользящей средней суммы индикаторов скорости изменения цены построенных на двух интервалах:
{\displaystyle {\textit {Coppock}}_{t}={\textit {WMA}}_{w,t}({\textit {RoC}}_{l,t}+{\textit {RoC}}_{s,t}),}
где {\displaystyle {\textit {Coppock}}_{t}} — значение индикатора Коппока, {\displaystyle {\textit {WMA}}_{s,w}} — скользящая средняя по {\displaystyle w} периодам от суммы {\displaystyle {\textit {RoC}}_{l,t},{\textit {RoC}}_{s,t}} — значений индикаторов скорости изменения цены за {\displaystyle l} — длинный и {\displaystyle s} — короткий периоды.
В оригинальной работе в качестве периодов рассматривались месячные таймфреймы, сглаживание осуществлялось по 10 периодам, длинный и короткий периоды для RoC были соответственно равны 14 и 11 месяцам:
{\displaystyle {\textit {Coppock}}_{t}={\textit {WMA}}_{10,t}({\textit {RoC}}_{14,t}+{\textit {RoC}}_{11,t}).}

## Торговые стратегии
По оригинальной методике кривая Коппока представляет собой десятимесячное скользящее среднее суммы индикаторов RoC за 14 и 11 месяцев для индекса S&P 500.
Сигналы для этого индикатора поступают, когда линия меняет направление движения — разворачивается вверх или вниз.
Существуют и другие торговые стратегии, например, совершать покупки и продажи при пересечении индикатором нулевого значения вверх и вниз соответственно.
Роберт Колби рекомендует использовать индикатор Коппока вместе с его 5-периодной экспоненциальной скользящей средней: покупать при пересечении индикатором своей скользящей средней вверх и продавать при обратном переcечении.